# Chatiu-Dämonen
Die Chatiu-Dämonen beziehungsweise „die Leichnams-Dämonen“ verkörpern in der altägyptischen Mythologie und Astronomie die sieben unsichtbaren Baktiu. Jedes der 36 Dekan-Sternbilder wechselt einmal im Jahresverlauf seinen Status eines lebenden Baktiu in den eines toten Chatiu, wenn er in die Duat eintritt. Im Nutbuch wird im Dekankapitel die negative Wirkung dieser Schutzdämonen beschrieben, wenn die „verborgenen Namen der Götter“ öffentlich ausgesprochen wurden.
Die Rolle der Chatiu-Dämonen ist auch Thema des Balsamierungsrituals, bei welchem dem Verstorbenen die Verwandlung seines Bas in jeden beliebigen der 36 Dekan-Sterne versprochen wird. Im Papyrus Louvre 2420c erbittet die Besitzerin eines Sarkophags in einer Aufschrift die Aufnahme unter die Chatiu-Dämonen. Im ägyptischen Totenbuch ist unter der Nr. 158 dieser Wunsch im „Spruch für einen goldenen Halskragen“ standardisiert: „Löse mich, sieh mich an. Ich bin einer von denen (Chatiu-Dekane), die zur Lösung gehören, wenn sie Geb sehen.“ Jeder Mensch, dem diese Bitte im Totenreich gewährt wird, gelangt zu neuem Leben in Gleichsetzung zur Wiedergeburt des Dekan-Sterns.